# Дивакарапандита
Дивакарапандита (имя состоит из двух частей: первая часть — собственно имя — Дивакара, вторая санскритское слово «пандит» पण्डित означающее «учёный») — внук индийского брахмана Шри, одного из главных священников царя Сурьявармана I (годы правления ок. 1002—1050). Фактически, Дивакарапандит был главным духовным наставником и самым почтенным и старшим священником в начале правления Сурьявармана II. Дивакара был Врах Гуру или главным жрецом, во время правления двух царственных предшественников Сурьявармана и, следовательно, короновал первых трех царей в этой семье.
Известно, что он родился во Внур Дан в районе Сакья — оба места в настоящее время неизвестны. Не известно, когда он родился, но он был уже достаточно зрелым во всех отношениях, чтобы ассистировать в обрядах освящения главной статуи в Бапхуоне, архитектурном предшественнике Ангкор Ват, построенного во время правления Удаядитьявармана I (годы правления 1050—1066). Таким образом, Дивакара, вероятно, родился около 1050 года. Он получил особый титул дхули джен камратенг ан в 1119 или 1120 году и, следовательно, действовал в это время, но в 1136 году в Ват Пху была установлена статуя Дивакары, что может свидетельствовать о том, что он умер.
Эти скудные ссылки на события и даты свидетельствуют о том, что его жизнь должна была длиться не менее 80 лет. Его священническое происхождение можно проследить до самого начала Ангкора в начале девятого века, что сделало его семейным священником с самой длинной карьерой и хорошей репутацией и положением. Во время правления Харшавармана II (годы правления 1066—1080) Дивакара получил титул ачарьи прадханы, или «главного духовного учителя». В 1080 году, когда он проводил церемонию коронации Джаявармана VI и был повышен до звания бхагават пада камратенг ан та гуру, или «Господь Мастер Гуру». Поскольку воцарение Джаявармана VI не было прямым с предыдущим царём, потому как он происходил из другой семьи, Дивакара, похоже, предпочел остаться с новым кхмерским правителем, а не с семьей, потерявшей власть. Также, возможно, что ему было позволено продолжать занимать свою официальную должность независимо от личности нового правителя, поскольку касты жрецов имели большую автономию. Как бы то ни было, Дивакара путешествовал с Джаяварманом VI, когда король совершал паломничества к священным местам, и он пожертвовал значительные богатства множеству храмов во время правления всех трех королей этой королевской линии.
Он был награждён почестями и имуществом, самым впечатляющим из которых был храм Бантей Срей. Также известно, что он председательствовал на ежегодных ритуальных жертвоприношениях. Во время правления короля Сурьявармана II в какой-то момент он убедил короля вернуть утраченные территории группе священников.
Точно невозможно знать, какую роль Дивакара играл в строительстве храма Ангкора Ват, однако можно предположить, что если он и не был архитектором Ангкора Ват, то был тесно связан со строительством Ангкора Ват из-за своего высокого ранга.